# Gomesa
Gomesa är ett släkte av orkidéer. Gomesa ingår i familjen orkidéer.

## Bildgalleri

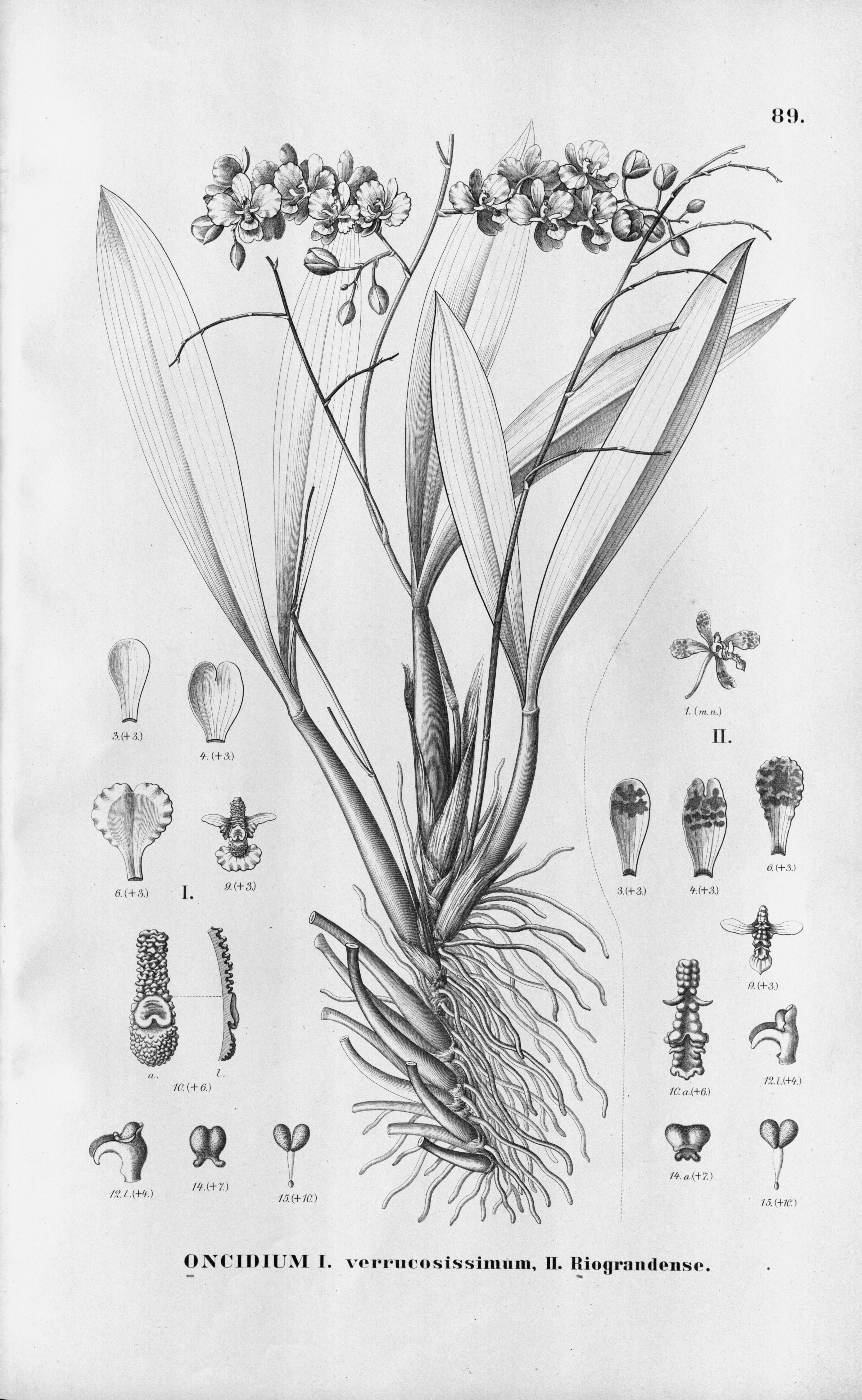
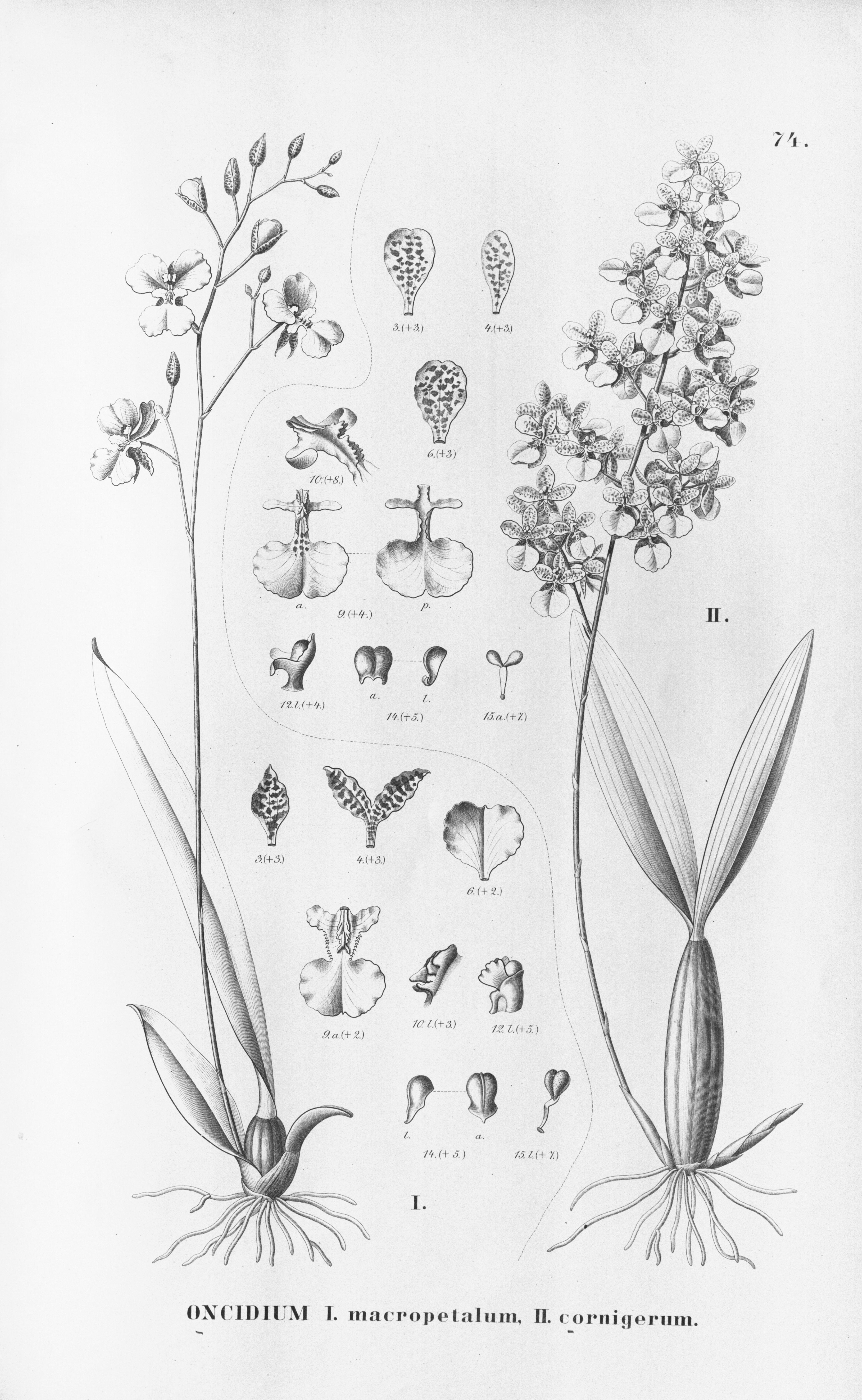
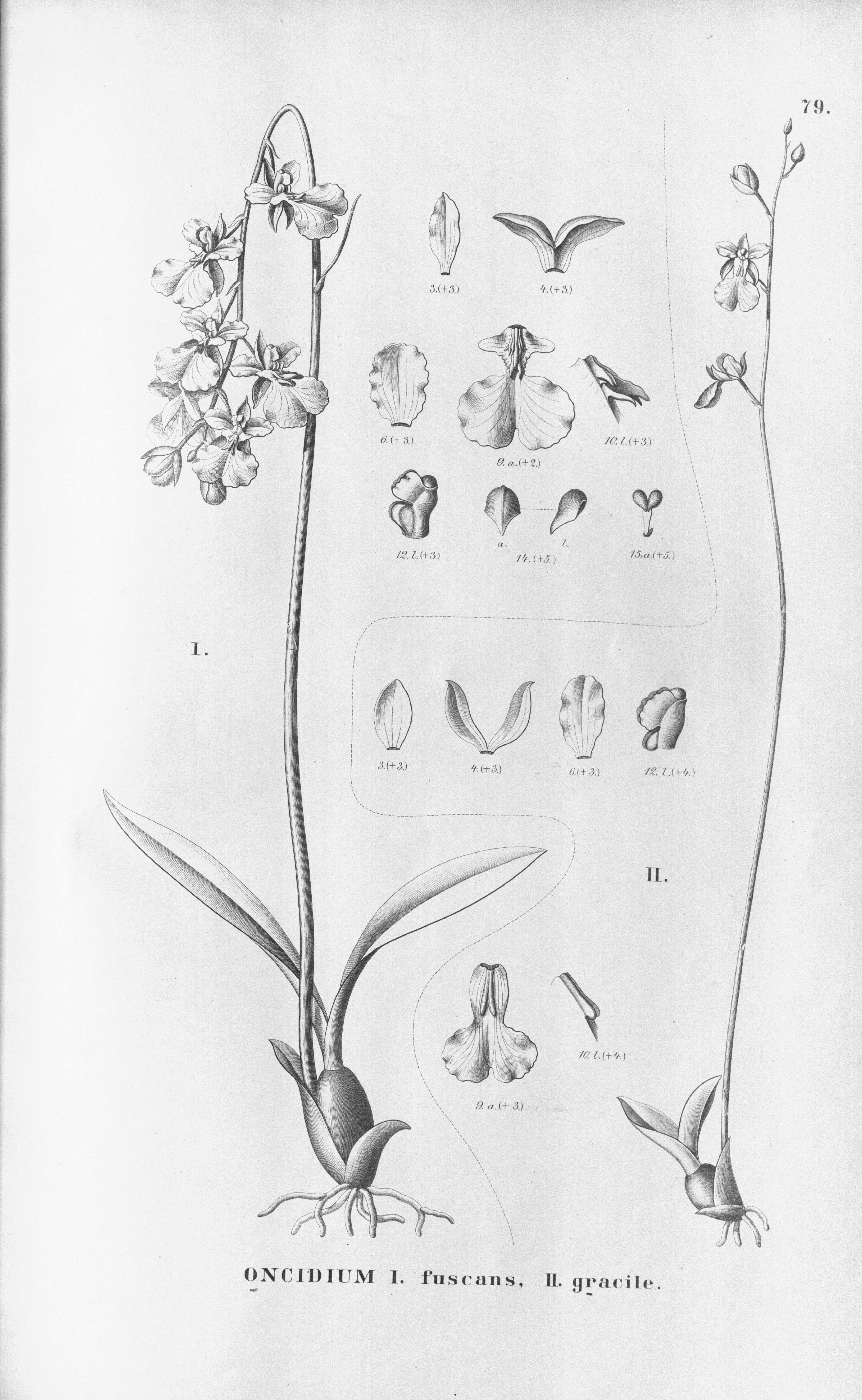
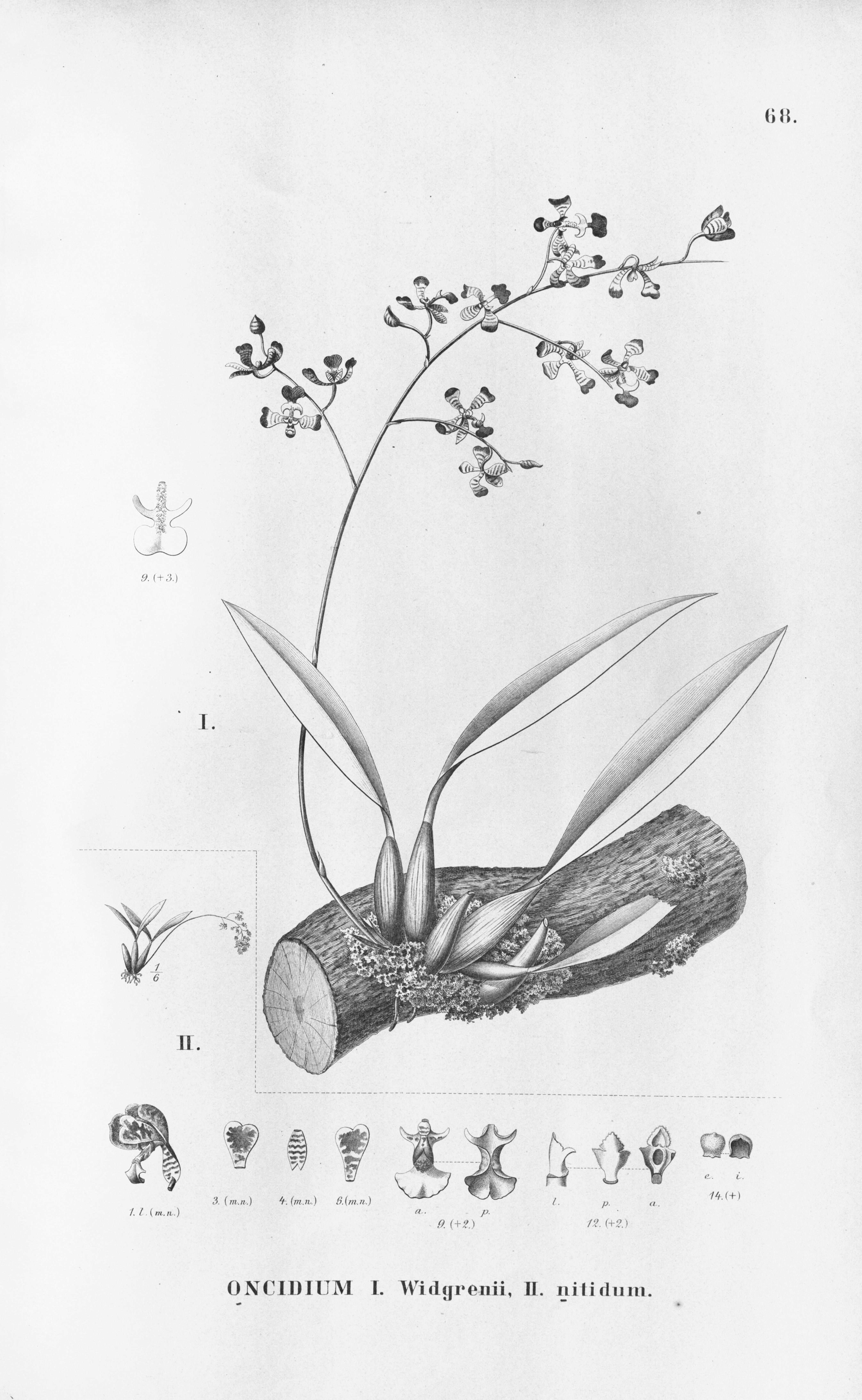
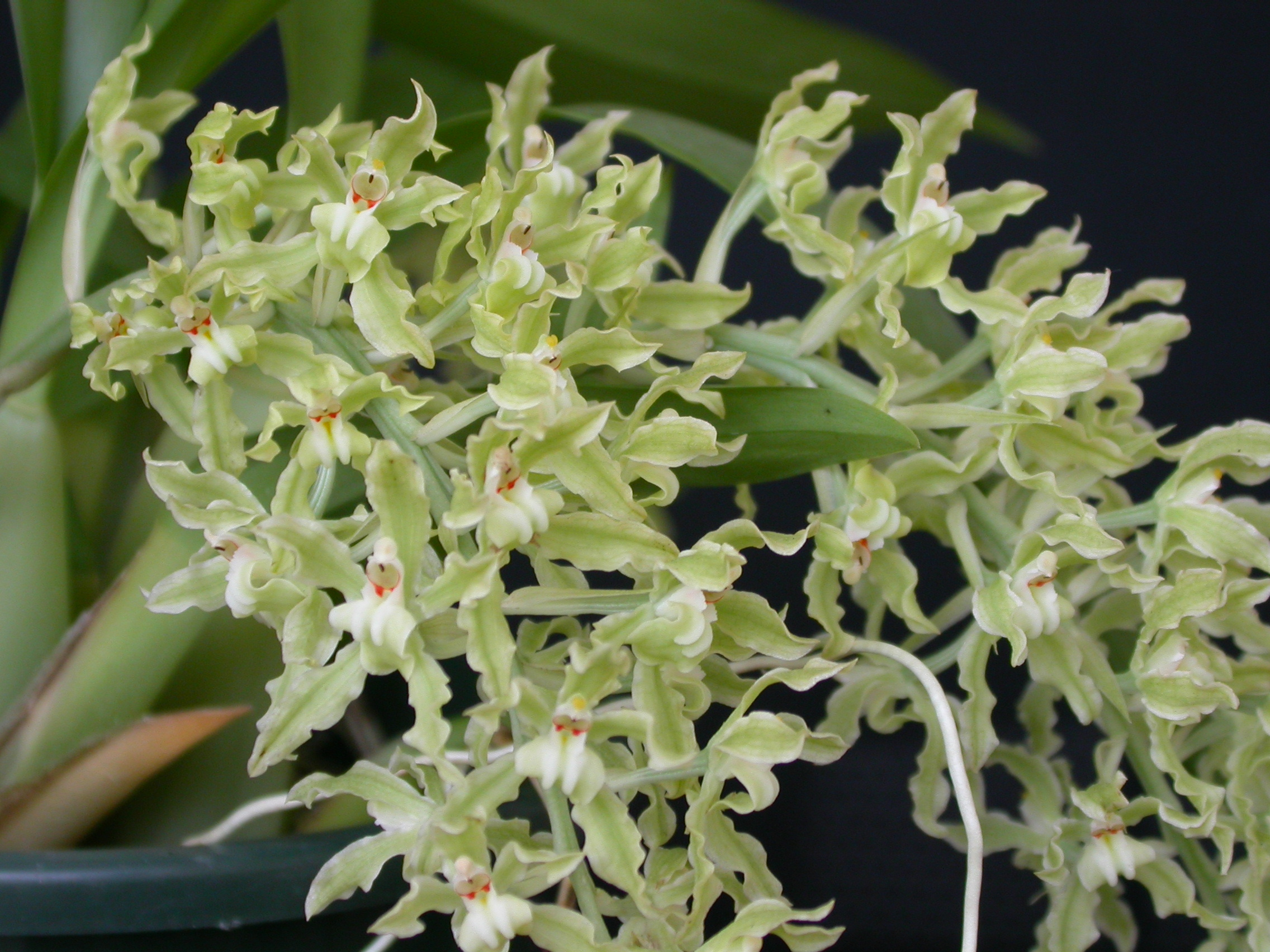
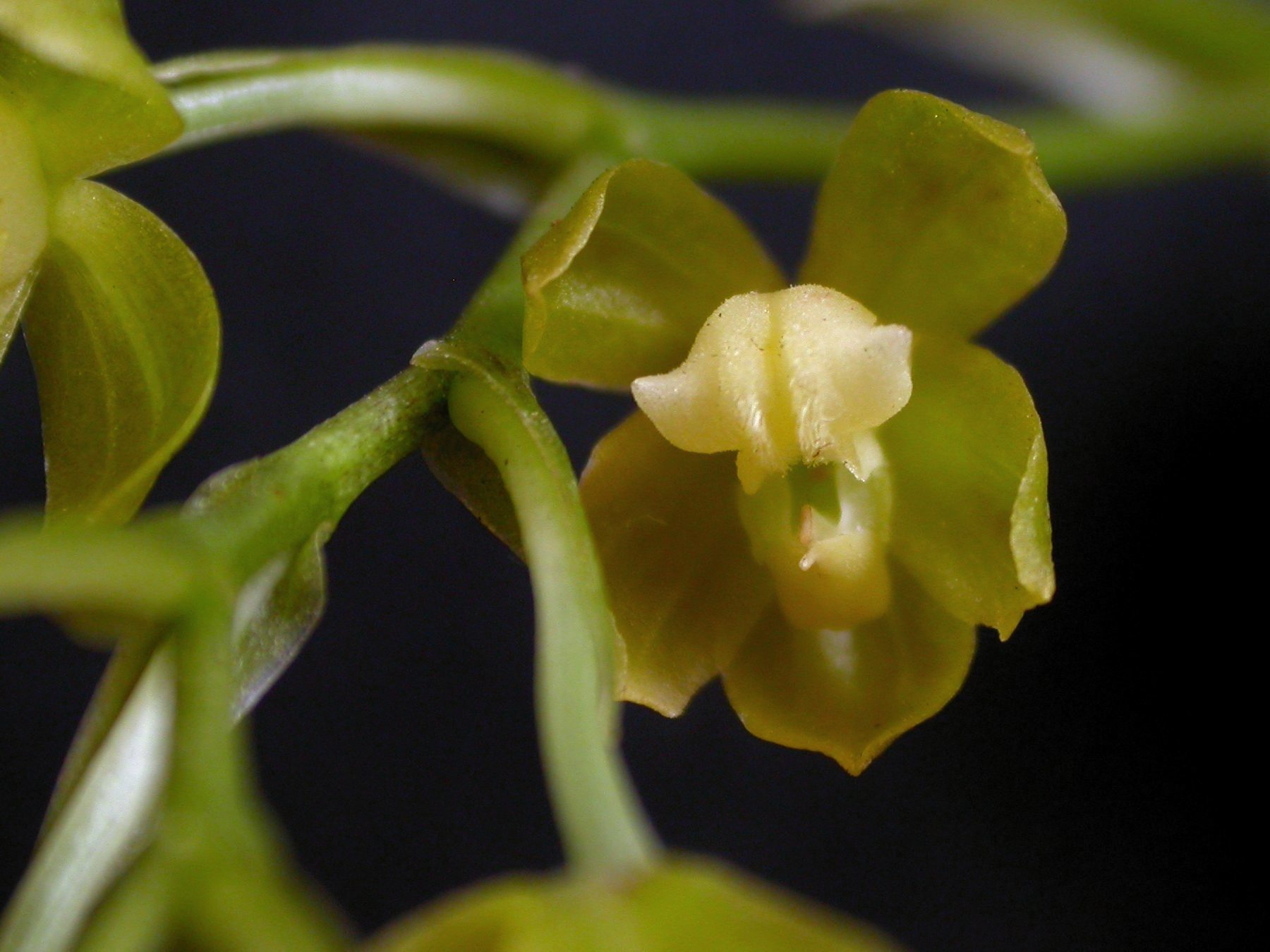

## Dottertaxa tillGomesa, i alfabetisk ordning[1]
- Gomesa adamantina
- Gomesa albinoi
- Gomesa alpina
- Gomesa amicta
- Gomesa barbaceniae
- Gomesa barbata
- Gomesa barkeri
- Gomesa bicolor
- Gomesa bifolia
- Gomesa blanchetii
- Gomesa bohnkiana
- Gomesa brasiliensis
- Gomesa brieniana
- Gomesa caldensis
- Gomesa calimaniana
- Gomesa carlosregentii
- Gomesa chapadensis
- Gomesa chrysoptera
- Gomesa chrysopterantha
- Gomesa ciliata
- Gomesa cogniauxiana
- Gomesa colnagoi
- Gomesa colorata
- Gomesa concolor
- Gomesa cornigera
- Gomesa crispa
- Gomesa croesus
- Gomesa cruciata
- Gomesa culuenensis
- Gomesa cuneata
- Gomesa damacenoi
- Gomesa dasytyle
- Gomesa discifera
- Gomesa divaricata
- Gomesa doeringii
- Gomesa doniana
- Gomesa duseniana
- Gomesa echinata
- Gomesa edmundoi
- Gomesa eleutherosepala
- Gomesa emiliana
- Gomesa emilii
- Gomesa fischeri
- Gomesa flexuosa
- Gomesa foliosa
- Gomesa forbesii
- Gomesa fuscans
- Gomesa fuscopetala
- Gomesa gardneri
- Gomesa gilva
- Gomesa glaziovii
- Gomesa gomezoides
- Gomesa gracilis
- Gomesa gravesiana
- Gomesa gutfreundiana
- Gomesa handroi
- Gomesa herzogii
- Gomesa hookeri
- Gomesa hydrophila
- Gomesa imperatoris-maximiliani
- Gomesa insignis
- Gomesa isoptera
- Gomesa itapetingensis
- Gomesa jucunda
- Gomesa kautskyi
- Gomesa laxiflora
- Gomesa leinigii
- Gomesa lietzei
- Gomesa lita
- Gomesa loefgrenii
- Gomesa longicornu
- Gomesa longipes
- Gomesa macronyx
- Gomesa macropetala
- Gomesa majevskyi
- Gomesa marshalliana
- Gomesa martiana
- Gomesa messmeriana
- Gomesa microphyta
- Gomesa micropogon
- Gomesa montana
- Gomesa neoparanaensis
- Gomesa nitida
- Gomesa ouricanensis
- Gomesa pabstii
- Gomesa paranaensis
- Gomesa paranapiacabensis
- Gomesa paranensoides
- Gomesa pardoglossa
- Gomesa pectoralis
- Gomesa petropolitana
- Gomesa planifolia
- Gomesa praetexta
- Gomesa pubes
- Gomesa pulchella
- Gomesa radicans
- Gomesa ramosa
- Gomesa ranifera
- Gomesa recurva
- Gomesa reducta
- Gomesa reichertii
- Gomesa riograndensis
- Gomesa riviereana
- Gomesa rupestris
- Gomesa salesopolitana
- Gomesa sarcodes
- Gomesa scullyi
- Gomesa sellowii
- Gomesa sessilis
- Gomesa silvana
- Gomesa sincorana
- Gomesa spiloptera
- Gomesa uhlii
- Gomesa uniflora
- Gomesa varicosa
- Gomesa warmingii
- Gomesa velteniana
- Gomesa welteri
- Gomesa venusta
- Gomesa widgrenii
- Gomesa williamsii
- Gomesa viperina